# Александър Хайтов
Александър Николаев Хайтов е български скулптор.

## Биография
Роден е на 4 юли 1954 г. в София, син е на писателя Николай Хайтов. Преводачката Жени Божилова му е мащеха. Завършва Художествената гимназия в София, след което следва в Националната художествена академия, специалност скулптура в класа на проф. Димитър Даскалов. Ученик е на проф. Величко Минеков и проф. Секул Крумов. Завършва през 1981 година.
Работи в жанровете рисунка, портрет, малка пластика и релеф.
Започва работа като учител в Художествената гимназия в Смолян. Взема участие във всички общи художествени изложби от 1982 до 1989 г. За период от 9 години е директор на „Пластика СБХ“ в София. Според Бяла книга НА СБХ, с протокол № 47 от 19 ноември 2004 г., УС на СБХ освобождава Ал. Хайтов като управител на „Пластика СБХ“ и възлага на ТФ да определи комисия за приемане на документацията на фирмата. На заседание на УС от 22 декември 2004 г., с протокол № 50, въз основа на констатациите от КК, се взима решение за изключването на Ал. Хайтов от членство в СБХ и завеждане на иск срещу него за търсене на имуществена отговорност според НК.
Александър Хайтов е автор на скулптурни композиции и пластики. По-известни сред тях са паметникът на Николай Хайтов в Смолян, паметникът на Добри Войников в Шумен, паметникът на Вили Казасян в Банско, мемориалът на жертвите от атентата на гара Буново, паметникът на цар Самуил в София, паметникът на цар Иван Срацимир във Видин, паметникът на ген. Иван Колев в Добрич.
Творби на Хайтов има в Националната художествена галерия, Софийската градска художествена галерия, художествените галерии в Пловдив, Смолян, Стара Загора, Шумен, както и частни сбирки в България и чужбина.
Член е на Националния политически съвет на ПП „Национален фронт за спасение на България“.
През 2013 г. съди писателя Петър Величков за това, че е обвинил баща му в кражбата на ръкописи от дома на покойната Яна Язова и в опит да си присвои авторството на нейния роман „Левски“. Гражданско дело №11652/2013 г. е прекратено в полза на ответника Петър Величков.

## Награди
За творчеството си Хайтов е носител на различни награди, сред които:
- 1982 – Втора награда на Петата национална изложба на художниците-учители,
- 1983 – Награда за скулптура на Националната младежка изложба,
- 1983 – Награда на Смолян за изобразително изкуство.[1]